# Disopora ultima
Disopora ultima är en skalbaggsart som först beskrevs av Benick och Lohse 1959.  Disopora ultima ingår i släktet Disopora, och familjen kortvingar. Arten har ej påträffats i Sverige.